# Riddermark Bil
Riddermark Bil är en av Sveriges största återförsäljare av begagnade bilar med 14 anläggningar runt om i Sverige. Riddermark Bil säljer personbilar av märkena Tesla, Volvo, Audi, Volkswagen och Mercedes men även andra större märken.

## Verksamhet
Verksamhetsåret 2023 hade Riddermark Bil ca 288 anställda och en omsättning på drygt 9,6 miljarder SEK. Riddermark Bil har anläggningar i Halmstad, Järfälla, Kalmar, Linköping, Nacka, Stockholm, Sundsvall, Västerås, Örebro och Östersund. 

## Företagsstruktur
Riddermark Bil AB leds av VD Karl Alexander Riddermark och är strukturerat som ett aktiebolag.